# 卡梅伦·范德伯格
卡梅伦·范德伯格（英語：Cameron van der Burgh，1988年5月25日—），出生于比勒陀利亚，南非游泳运动员。在2012年奧運會上，以破世界紀錄的成績奪得金牌。他在2018年短池世锦赛后宣布退役。

## 外部連結
- BEST sports – Profile（页面存档备份，存于）
- 卡梅伦·范德伯格在的資料
- 卡梅伦·范德伯格在国际奥林匹克委员会的资料